# Alla Misnik
Alla Misnik (ukrainien : Алла Місник) est une gymnaste artistique soviétique, née à Kharkov (RSS d'Ukraine) le 27 août 1967 et morte le 11 juillet 2006.

## Palmarès

### Championnats d'Europe
- Madrid 1981
  -  médaille d'argent aux barres asymétriques
  -  médaille d'argent au sol
  -  médaille de bronze au concours général individuel